# Oreocarya stricta
Oreocarya stricta är en strävbladig växtart som beskrevs av George Everett Osterhout. Oreocarya stricta ingår i släktet Oreocarya och familjen strävbladiga växter. Inga underarter finns listade i Catalogue of Life.